# Begonia bernicei
Espèce
Begonia bernicei est une espèce de plantes de la famille des Begoniaceae. L'espèce fait partie de la section Doratometra.
Elle a été décrite en 2011 par Gerardo Antonio Aymard Corredor (1959-…) et Gustavo Adolfo Romero (1955-…).

## Répartition géographique
Cette espèce est originaire du Vénézuéla.